# Lycée Buffon
Pour les articles homonymes, voir Buffon.
Le lycée Buffon est un établissement public local d'enseignement, fondé en 1885 et situé dans le 15e arrondissement de Paris. Il réunit un lycée, un collège, des classes préparatoires et des classes de technicien supérieur (BTS).

## Historique
Construit entre 1885 et 1888 à l'emplacement de l'ancien cimetière de Vaugirard (également appelé cimetière de Saint-Sulpice), le « lycée de la rive gauche » est conçu par l'architecte Émile Vaudremer,,,. Dès sa première année, l'établissement prend le nom de « lycée Buffon » à l'occasion du centenaire de la mort du grand naturaliste : Georges-Louis Leclerc de Buffon (1707-1788). Le 17 août 1889, un décret de l'instruction publique autorisant l'ouverture du lycée est publié. La première rentrée scolaire est effective sous la direction de M. Adam.
Typique de l'architecture scolaire de la Troisième République (galeries intérieures autour d'une cour et classes donnant sur la rue), le lycée Buffon est cependant dans ses premières années considéré comme l'exemple paroxystique des défauts d'une telle conception : construit le long du bruyant boulevard Pasteur, il est bientôt confronté à la présence du métro aérien, aménagé sous ses fenêtres en 1906. Percée derrière le lycée en 1887, la rue de Staël n'a à l'origine pour seul but que d'éloigner le vis-à-vis d'immeubles voisins, afin de préserver la tranquillité de l'établissement.
En 1901, le lycée ouvre sa première classe préparatoire.
Durant la Première Guerre mondiale (1914-1918), le lycée est transformé en hôpital militaire. Inauguré en 1920 ou 1927, un monument installé dans le premier corridor, en haut des marches de l'entrée principale de l'établissement, composé de trois plaques de marbre, liste les 199 noms des anciens élèves morts pour la France. L'ouvrage est réalisé par le sculpteur Ernesta Robert-Mérignac (1849-1933).
Durant la Seconde Guerre mondiale (1939-1945), des mouvements de résistance apparaissent au lycée Buffon, comme dans d'autres établissements, tant chez les élèves que chez les enseignants. Le 8 février 1943, cinq lycéens de Buffon, Jean Arthus, Jacques Baudry, Pierre Benoît, Pierre Grelot et Lucien Legros sont fusillés par les Allemands au stand de tir de Balard à Paris. Ils avaient été arrêtés puis condamnés à mort pour des actes de résistance en 1942. Cet évènement est rappelé par une plaque commémorative située dans le hall d'entrée du lycée et par la place des Cinq-Martyrs-du-Lycée-Buffon, à l'extrémité du boulevard Pasteur. Le 15 juin 1944, le professeur Raymond Burgard est décapité à Cologne par les nazis.
En 1970, la direction de l'établissement introduit la mixité, achevée en septembre 1978.
En 1988, le lycée crée des classes sportives. En 1995, commencent des travaux de rénovation pour l'établissement. Deux années plus tard, un nouveau bâtiment est ouvert pour les enseignements spécialisés. En 1998, un restaurant scolaire et un gymnase sont créés.
En 2013, de nouvelles rénovations sont opérées au sein du lycée Buffon. Le 8 février 2013, l'ensemble des collégiens et lycéens de l'établissement rendent hommage aux « cinq martyrs du lycée Buffon » lors d'une cérémonie. Ils déposent des roses blanches et des gerbes sur la place des Cinq-Martyrs-du-Lycée-Buffon. Des discours sont prononcés en leur honneur et un cortège reliant la place au lycée est formé. Le 27 mai 2013, l'établissement reçoit le président de la République François Hollande pour une commémoration concernant la Résistance française.

## Organisation
Le lycée Buffon est une cité scolaire constituée d'un collège, d'un lycée et de classes préparatoires scientifiques qui doit son nom à Georges-Louis Leclerc, comte de Buffon.
Il compte 2 000 élèves et étudiants, encadrés par 170 professeurs, 4 conseillers principaux d'éducation ainsi que 50 personnels non enseignants. Il accueille également un centre de formation d'adultes préparant un BTS et une licence des métiers de l'immobilier. Il dispose d'une Unité localisée pour l'inclusion scolaire (ULIS), la seule à Paris pour les déficiences visuelles. Les jeunes malvoyants, peuvent intégrer ensuite l'enseignement classique. Il est aussi l'un des seuls collèges de Paris à avoir des classes dites « sportives » pour tous les niveaux d'apprentissages afin d'aider les élèves à concilier leur vie scolaire et leur vie sportive.

## Accès
Le lycée est bordé par le boulevard Pasteur (entrée principale au no 16), la rue de Vaugirard, la rue Germaine de Staël et la rue Lecourbe.
On peut accéder au lycée Buffon avec les métros 6 et 12 (station de métro Pasteur) et avec les bus 39, 95, 70 et 89.

## Galerie

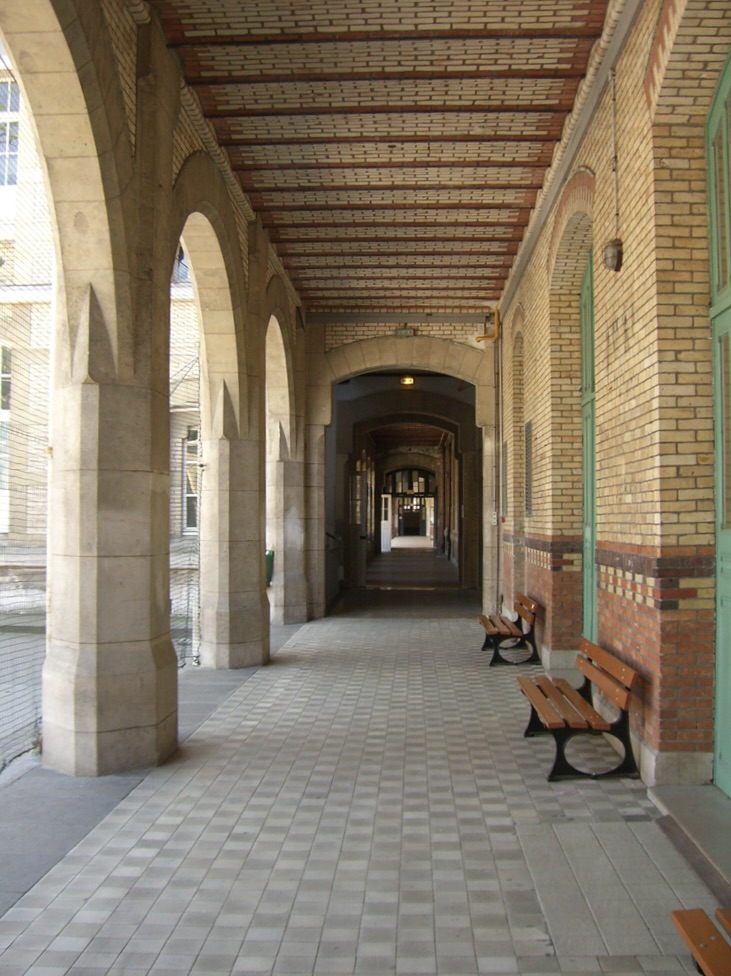
Arcades.
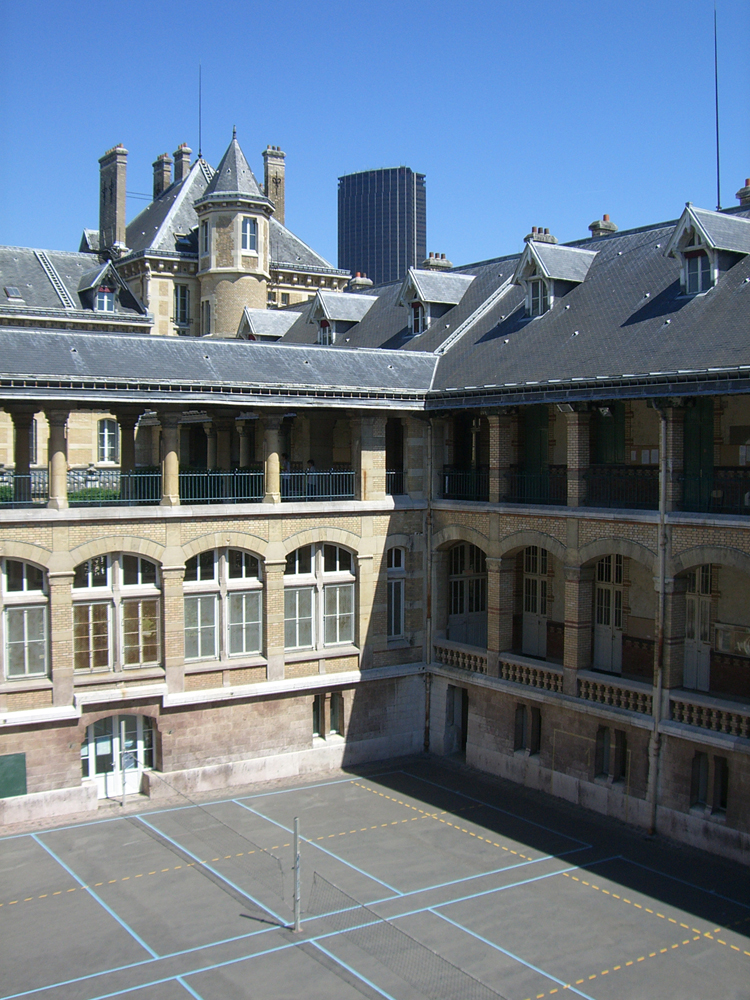
Cour de sport.
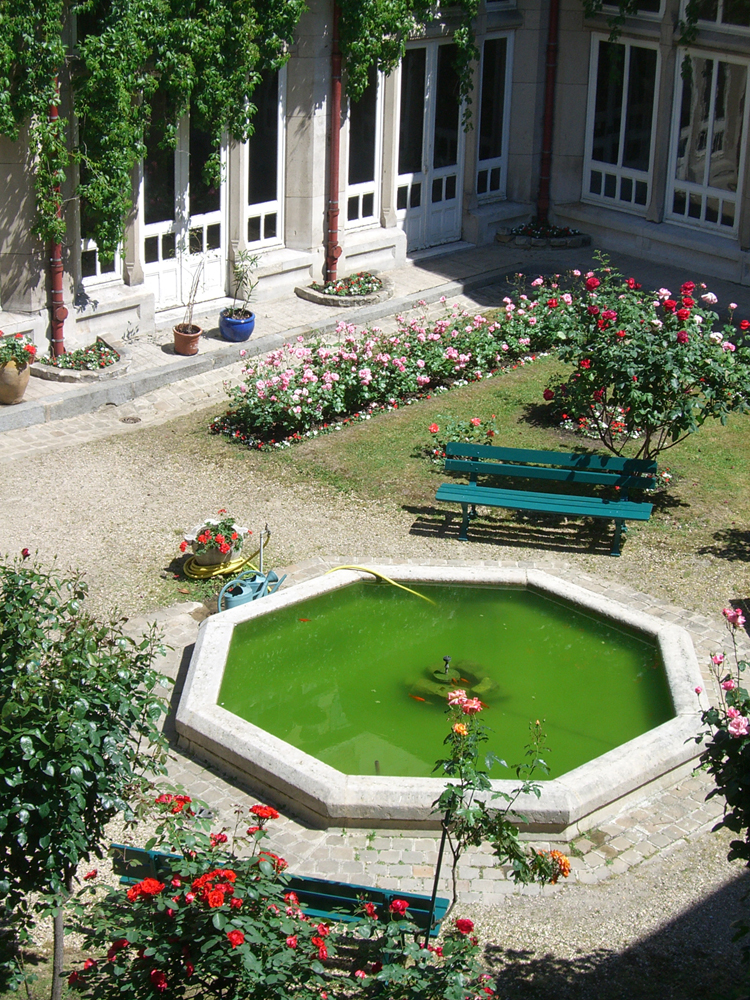
Cour d'honneur.
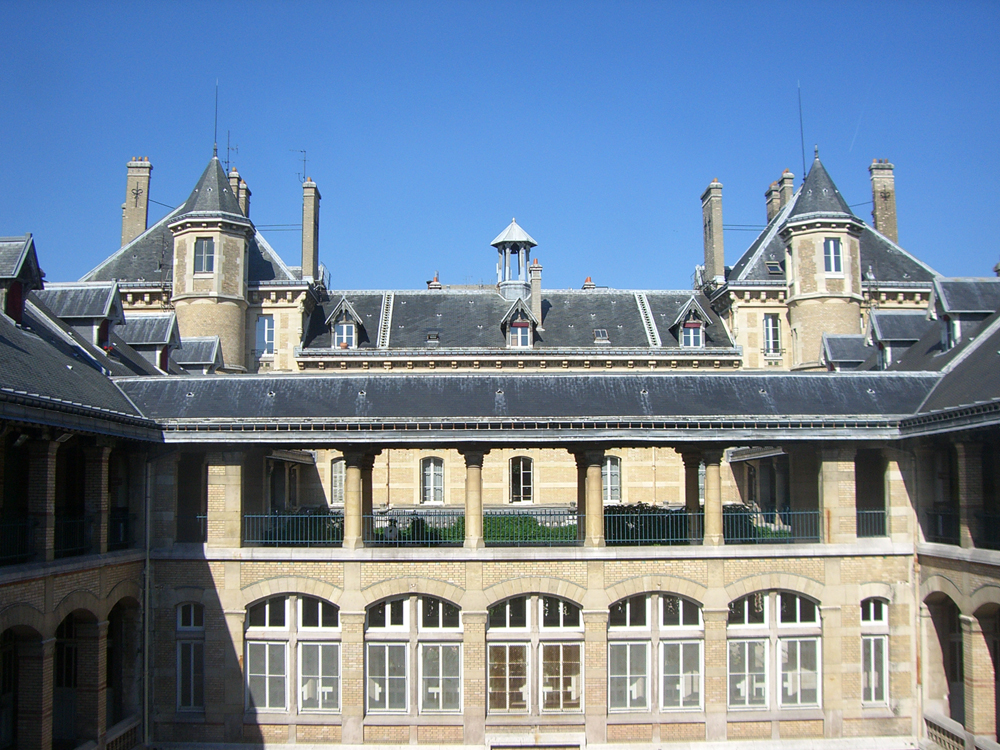
Cour centrale.
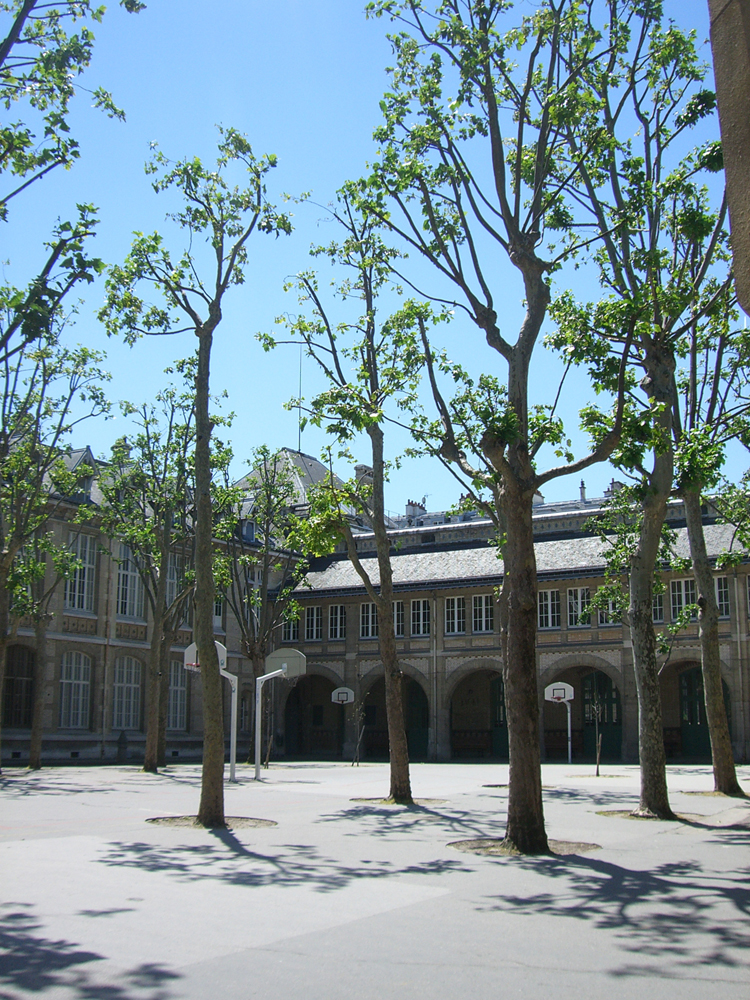
Cour.
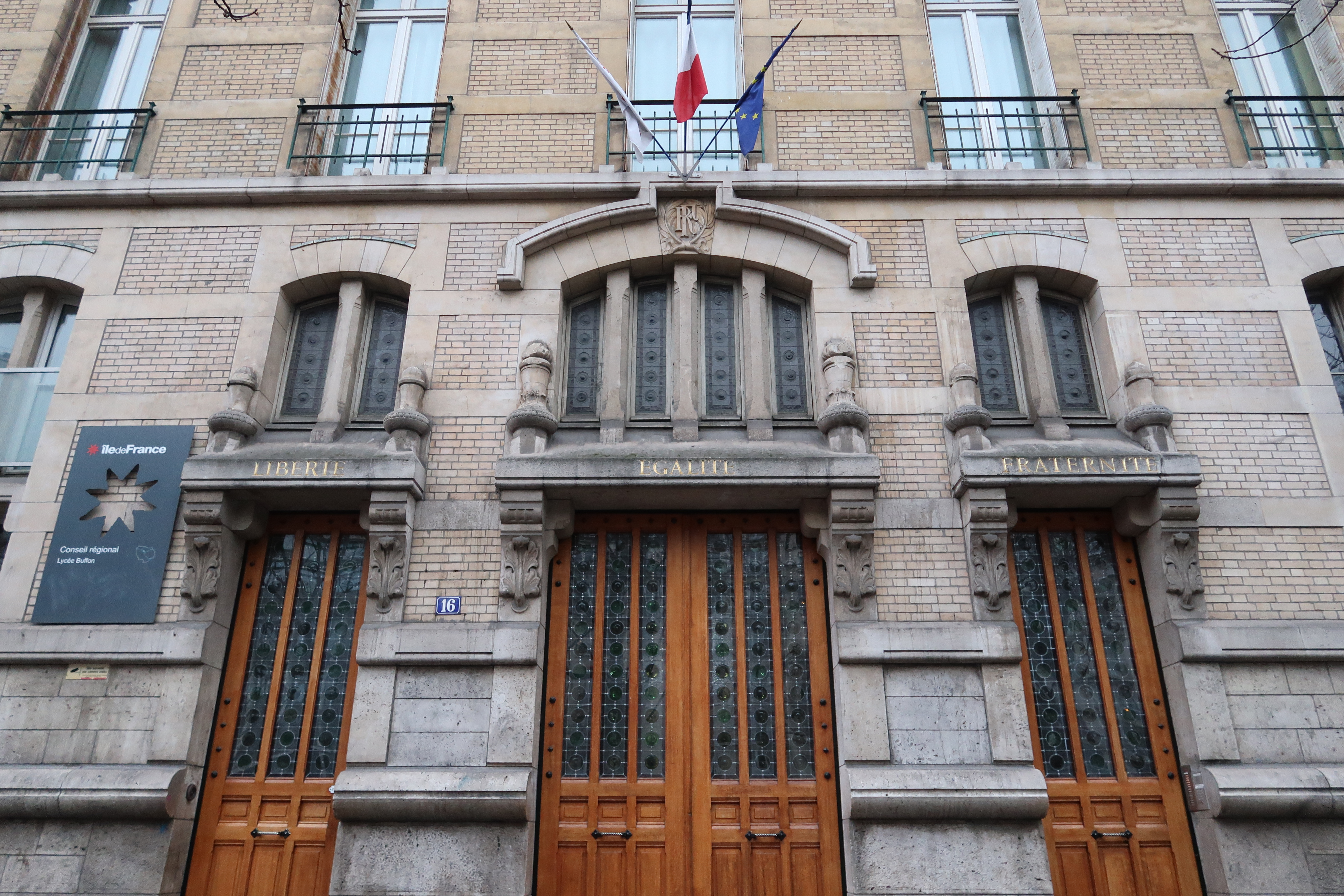
Entrée no 16 boulevard Pasteur.
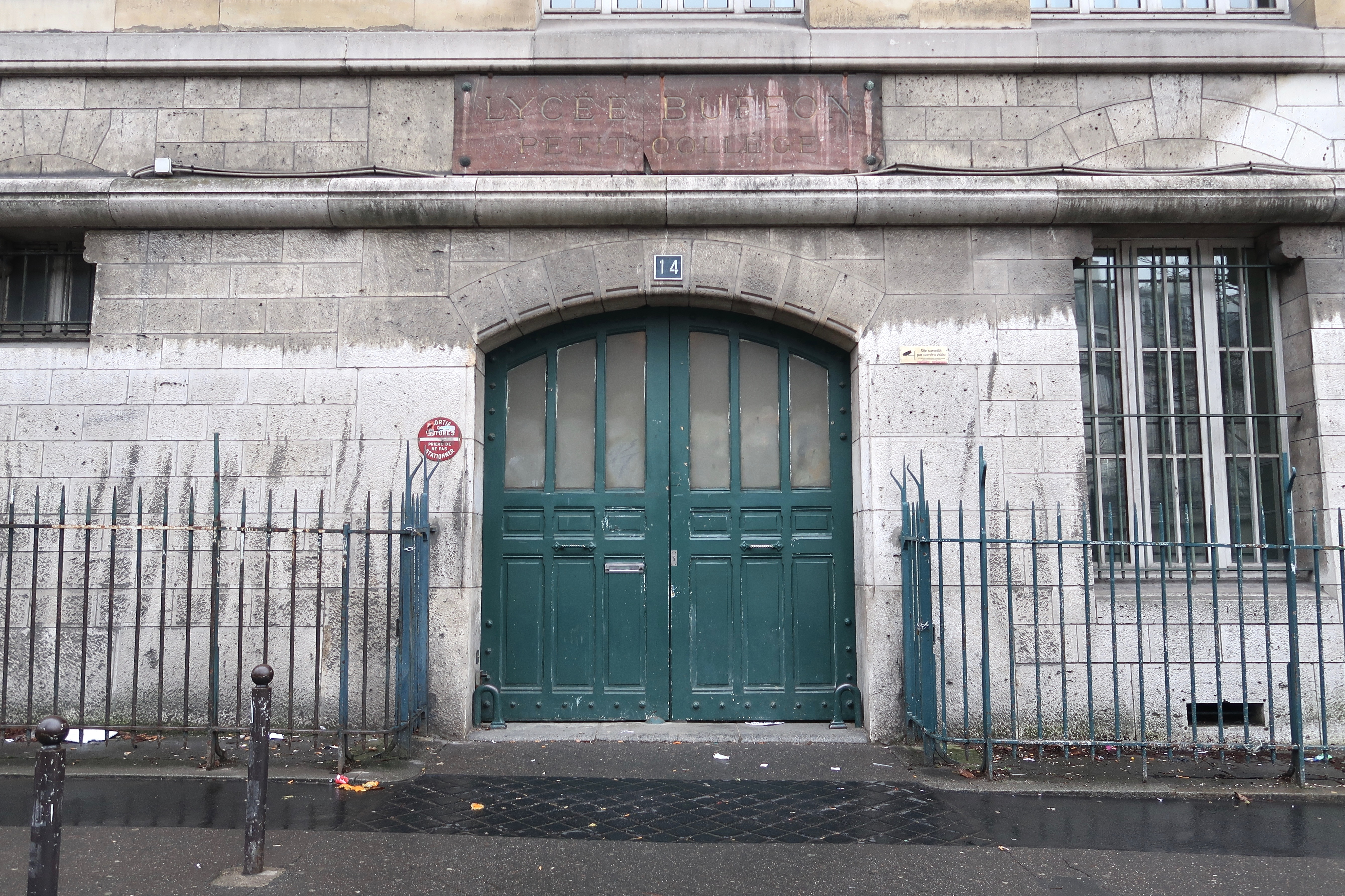
Entrée no 14 boulevard Pasteur.
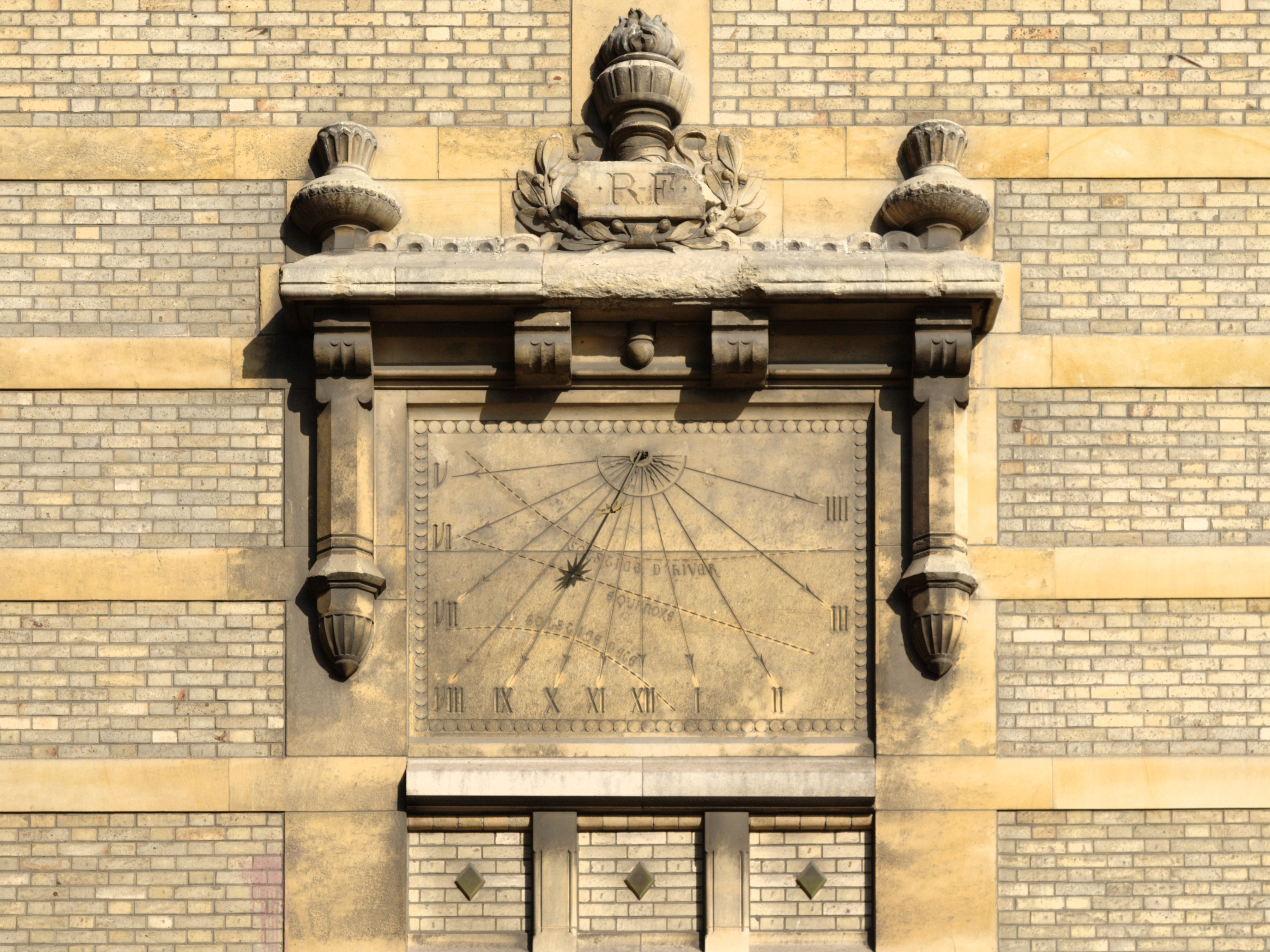
Cadran solaire, façade rue de Vaugirard.

## Classements

### Classement du lycée
En 2018, le lycée se classe 50e sur 108 au niveau départemental pour la qualité de son enseignement et 244e au niveau national. Le classement s'établit sur trois critères : le taux de réussite au bac, la proportion d'élèves de première qui obtient le baccalauréat en ayant fait les deux dernières années de leur scolarité dans l'établissement, et la valeur ajoutée (calculée à partir de l'origine sociale des élèves, de leur âge et de leurs résultats au diplôme national du brevet).
| Série            | S    | ES   | L    |
| ---------------- | ---- | ---- | ---- |
| Taux de réussite | 96 % | 90 % | 93 % |

### Classements des CPGE
Le classement national des classes préparatoires aux grandes écoles (CPGE) se fait en fonction du taux d'admission des élèves dans les grandes écoles. 
En 2015, L'Étudiant donnait le classement suivant pour les concours de 2014 :
| Filière | Élèves admis dans une grande école* | Taux d'admission* | Taux moyen sur 5 ans | Classement national | Évolution sur un an |
| --- | ----------------------------------- | ----------------- | -------------------- | ------------------- | ------------------- |
| MP / MP* | 0 / 22 élèves                       | 0 %               | 1 %                  | 114eex-æquo sur 114 | =                   |
| PC / PC* | 0 / 41 élèves                       | 0 %               | 1 %                  | 110eex-æquo sur 110 | 55                  |
| PSI / PSI* | 6 / 53 élèves                       | 11 %              | 7 %                  | 35eex-æquo sur 120  | 85                  |
| Source : Classement 2015 des prépas - L'Étudiant (Concours de 2014). * le taux d'admission dépend des grandes écoles retenues par l'étude. En filières scientifiques, c'est un panier de 11 à 17 écoles d'ingénieurs qui a été retenu par L'Étudiant selon la filière (MP, PC, PSI, PT ou BCPST). |                                     |                   |                      |                     |                     |

## Théâtre
Le lycée Buffon présente une pièce chaque année au début du mois de juillet, lors de quatre représentations dans la salle Benoît.
La pièce jouée en 2010, les 2, 3 et 4 juin, était une œuvre de Michel Azama : Iphigénie ou le péché des Dieux.
Les 27, 30, 31 mai et 1er juin 2011, c'était la pièce de Nikolaï Gogol, Le Revizor. Les 15, 16, 18 et 21 mai 2012, ce furent les pièces d'Alfred Jarry, Ubu roi suivie de Ubu enchaîné qui étaient jouées. Les 3, 4 juin 2013, c'était la pièce de Bertolt Brecht, Les Visions de Simone Machard. Par contre, les 5, 6 juin 2013, ce fut la pièce de William Shakespeare, Roméo & Juliette. Le 7 juin 2013, les deux pièces furent jouées, en premier, Les Visions de Simone Machard, suivie de Roméo & Juliette.
Pendant près de vingt ans (années 1980/2000), Gérard Pouchain, professeur de lettres au lycée Buffon, a animé avec son collègue et ami, Jean-Pierre Quéméner, un groupe théâtral qu'il avait créé : le « THEPABU » qui fut parrainé par l'UNESCO. Une trentaine de pièces furent jouées en France (Paris, banlieue et province) et à l'étranger (Italie, Allemagne, Serbie) : On ne badine pas avec l'amour, Rhinocéros, Mille francs de récompense, Antigone, Les Sorcières de Salem, Intermezzo, Le Cuisinier de Buffon, Le Dindon, L'Anniversaire, L'État de siège, etc. Plusieurs comédiens professionnels y firent leurs débuts, notamment Stéphan Wojtowicz (Molière 2006 pour La Sainte-Catherine), Clément Hervieu-Léger (pensionnaire de la Comédie-Française depuis 2005), Catherine Nouchi, Karine Fellous, Antoine Mathieu, Ludovic Girard, Jean-Pierre Hané, etc. Ce dernier prit progressivement le relais de Gérard Pouchain. Il est aujourd'hui professeur au Conservatoire de Vernon.

## Personnalités associées au lycée
Une association loi de 1901, « buffon.org » maintient une photothèque des classes des anciens élèves de l'établissement.

### Enseignants
Les personnalités littéraires suivantes y ont enseigné :
- 1898 à 1911 : Paul Montel (1876-1975), professeur en mathématiques spéciales[24] ;
- 1940 et 1941 : Roland Barthes (1915-1980), sémiologue[25] ;
- 1944 à 1968 : Maurice Clavel (1920-1979), écrivain, journaliste et philosophe[26] ;
- ~1970 à ~1980 : Gilles Sandier (1923-1982), critique d'art et chroniqueur de théâtre[27],[28] ;
- Jules Wogue (1863-1939), professeur de lettres[29] ;
- Roger Garaudy (1913-2012), Pr de Philosophie, philosophe, homme politique et écrivain[30] ;
- Jean Pélégri (1920-2003), écrivain et cinéaste de l'expérience des français d'Algérie[30] ;
- Joseph Ki-Zerbo (1922-2006), écrivain et historien de l'Afrique[30] ;
- Jacques Chambaz (1923-2004), homme politique[30] ;
- Maurice Fanon (1929-1991), auteur-compositeur et interprète[30] ;
- Gérard Pouchain (1943-), écrivain, spécialiste de Victor Hugo et biographe de Juliette Drouet[31].
- Jacques Papy (1908-1968), traducteur.

### Élèves
(Liste classée en ordre croissant d'années de naissance)
- Georges Duhamel (1884-1966) ;
- Paul Devinat (1890-1980) ;
- Pierre Matossy (1891-1969) ;
- Jacques Chapsal (1909-1990) ;
- Jacques Collombet (1912-1989) ;
- Alain Savary (1918-1988) ;
- Bernard Virat (1921-2003) ;
- Alain Robbe-Grillet (1922-2008) ;
- Pierre Gripari (1925-1990) ;
- Philippe Cuvillier (1930-2015) ;
- Jean-Luc Godard (1930-2022) ;
- Jean Favier (1932-2014) ;
- Dominique Lecourt (1944-) ;
- Jean-Bernard Pommier (1944-) ;
- Daniel Cohn-Bendit (1945-)[32] ;
- Odon Vallet (1947-) ;
- Jean-Paul Enthoven (1949-) ;
- Alain Fischer (1949-)[33] ;
- Yann Queffélec (1949-) ;
- Jean-Yves Le Borgne (1950-) ;
- Marc Lazar (1952-) ;
- Laurent Greilsamer (1953-) ;
- Claude Ribbe (1954-) ;
- Jacques Sapir (1954-) ;
- Lionel Zinsou (1954-) ;
- Dominique Kalifa (1957-2020) ;
- Wahid Gordji (1960-) ;
- Isabelle Giordano (1963-) ;
- Anouk Grinberg (1963-) ;
- Ivan Jablonka (1973-) ;
- David Foenkinos (1974-) ;
- Guillaume Peltier (1976-) ;
- Clément Hervieu-Léger (1977-) ;
- Rebecca Zlotowski (1980-) ;
- Alice David (1987-).

## Dans la littérature
- Dans ses livres, le romancier et navigateur Yann Queffélec a souvent évoqué le lycée de son enfance : par exemple dans L'homme de ma vie (Guérin, 2015, chapitre 12), où il se rappelle d'un blâme qu'il y a reçu ; ou dans Le Dictionnaire amoureux de la Bretagne (Plon, 2013, article « Radis ») où, entre autres souvenirs, son professeur d'histoire le prend bizarrement à témoin lors d'un cours sur la Révolution française.
- Dans En camping-car (Seuil, 2018, chapitres 5 et 16), l'historien Ivan Jablonka, qui entre en 6e « allemand renforcé » en 1984, évoque les réactions contrastées de ses camarades de classe à l'évocation de ses vacances « ridicules » en camping-car.
- Dans toutes les versions de ses autobiographies, l'écrivain Pierre Gripari précise qu'il a été ancien élève du lycée[34]
- Le livre de Jean-Louis Roche Nous tous les lycéens, le comité d'action en 68 à Buffon, raconte l'ambiance et le rôle prégnant des lycéens de Buffon à la tête de la contestation parisienne de Mai 68 (les éditions du Pavé, septembre 2011).

## Hommages
- En 1958, l'ancienne voie urbaine « pont du Château » devient « pont des Cinq-Martyrs-du-Lycée-Buffon »[35]. Faisant suite à un projet d'urbanisme[36], elle prend le nom de « place des Cinq-Martyrs-du-Lycée-Buffon » par arrêté municipal du 30 novembre 1992[35] ;
- En 1959, un timbre à date premier jour et un timbre postal intitulé : « Les cinq martyrs de la résistance du Lycée Buffon », faisant partie de la 3e série des Héros de la Résistance, est édité par La Poste. Il rend hommage aux élèves Jean-Marie Arthus, Jacques Baudry, Pierre Benoît, Pierre Grelot et Lucien Legros, résistants fusillés par les Allemands le 8 février 1943 à la suite d'une dénonciation[37].